# جوهانس لين
جوهانس لين (بالفنلندية: Johannes Laine)‏ هو سياسي فنلندي، ولد في 18 أبريل 1866، وتوفي في 10 يناير 1933. حزبياً، نشط في الحزب التقدمي الوطني (فنلندا). وقد انتخب عضو برلمان فنلندا ‏.